# Lee Hong-kum
Pour les articles homonymes, voir Lee.
Lee Hong-kum est une scientifique sud-coréenne spécialisée dans l'étude de l'Antarctique, connue pour son rôle de directrice de l'institut de recherche sur les régions polaires coréen.

## Jeunesse et formation
Lee Hong-kum est née en 1955, en Corée du Sud. Elle effectue ses études au lycée pour jeunes filles Ewha (en), où elle obtient un diplôme en 1973. Elle obtient une licence, puis un diplôme de master en microbiologie à l'université nationale de Séoul, et effectue sa thèse à l'université technique de Brunswick, en Allemagne, qu'elle termine en 1989. Elle entame ensuite un contrat post-doctoral à l'université nationale de Séoul, avant de se voir offrir un poste de chercheur permanent à l'institut coréen des sciences et technologies océaniques en 1991. Elle y travaille entre 1991 et 2004, en étant nommée en 1997 à la tête du département de microbiologie, puis en 2001 à la tête du département des ressources marines. 

## Carrière et impact scientifique
En 2004, elle rejoint l'institut coréen de recherche sur les régions polaires nouvellement formé, en tant que chercheur permanent. En 2007, elle est élue à la tête de cet institut, poste qu'elle garde jusqu'en 2013. Durant son mandat, elle a œuvré pour renforcer la coopération entre les différentes nations sur le sujet de la recherche en Antarctique, mais elle a également été à l'origine d'une campagne de renforcement des infrastructures présentes sur place. Elle a également été à l'initiative de la construction du premier brise-glace sud-coréen, le RV Araon, utilisé pour ravitailler la base de recherche antarctique du roi Sejong, et de la construction d'une deuxième base de recherche antarctique sud coréenne, la base de recherche Jang Bogo.
Lee Hong-kum est très impliquée dans la biodiversité microbienne polaire. Lors d'expéditions en zone arctique, elle a notamment identifié plusieurs micro-organismes, avec une potentielle application dans les biotechnologies, notamment dans la conservation cryogénique. Elle a notamment dirigée des travaux d'identification et d'extraction de protéines permettant la résistance au froid chez des micro-organismes polaires, afin de pouvoir l'appliquer à la conservation de l'intégrité des cellules cryoconservées, comme les spermatozoïdes ou les ovocytes. Des découvertes de gaz naturels sont également effectuées près de la station du roi Sejong, ouvrant de nouvelles possibilités énergétiques pour la Corée du Sud. Par ses recherches, et l'utilisation de ressources antarctiques peu utilisées, elle espère pouvoir répondre à des problèmes à la fois sanitaires, alimentaires et médicaux. Ses recherches portent également sur la météorologie : en étudiant l'atmosphère de l'Antarctique, plusieurs intempéries altérant l'orbite des satellite ont ainsi pu être prédites.   
En tant qu'experte en diversité microbienne polaire et marine, elle a fortement contribué à l'identification de plusieurs micro-organismes et à la recherche sur leur mode de fonctionnement, ce qui a permis d'identifier le rôle de plusieurs molécules bactériennes possédant un rôle antiviral, antioxydant ou fongicides,,. Ses recherches permettent différents débouchés, dans les biotechnologies, dans la génétique, en immunologie et pharmacologie,, ou en écologie.   
Ses travaux ont également une portée écologique, permettant une meilleure compréhension des relations trophiques entre les différentes espèces présentes dans un écosystème.   
Elle est également impliquée dans la médiation scientifique, la valorisation de la recherche, et la vulgarisation, organisant plusieurs congrès, comme le sommet des sciences arctiques, organisé à Séoul en 2011, congrès qu'elle préside.

## Récompenses

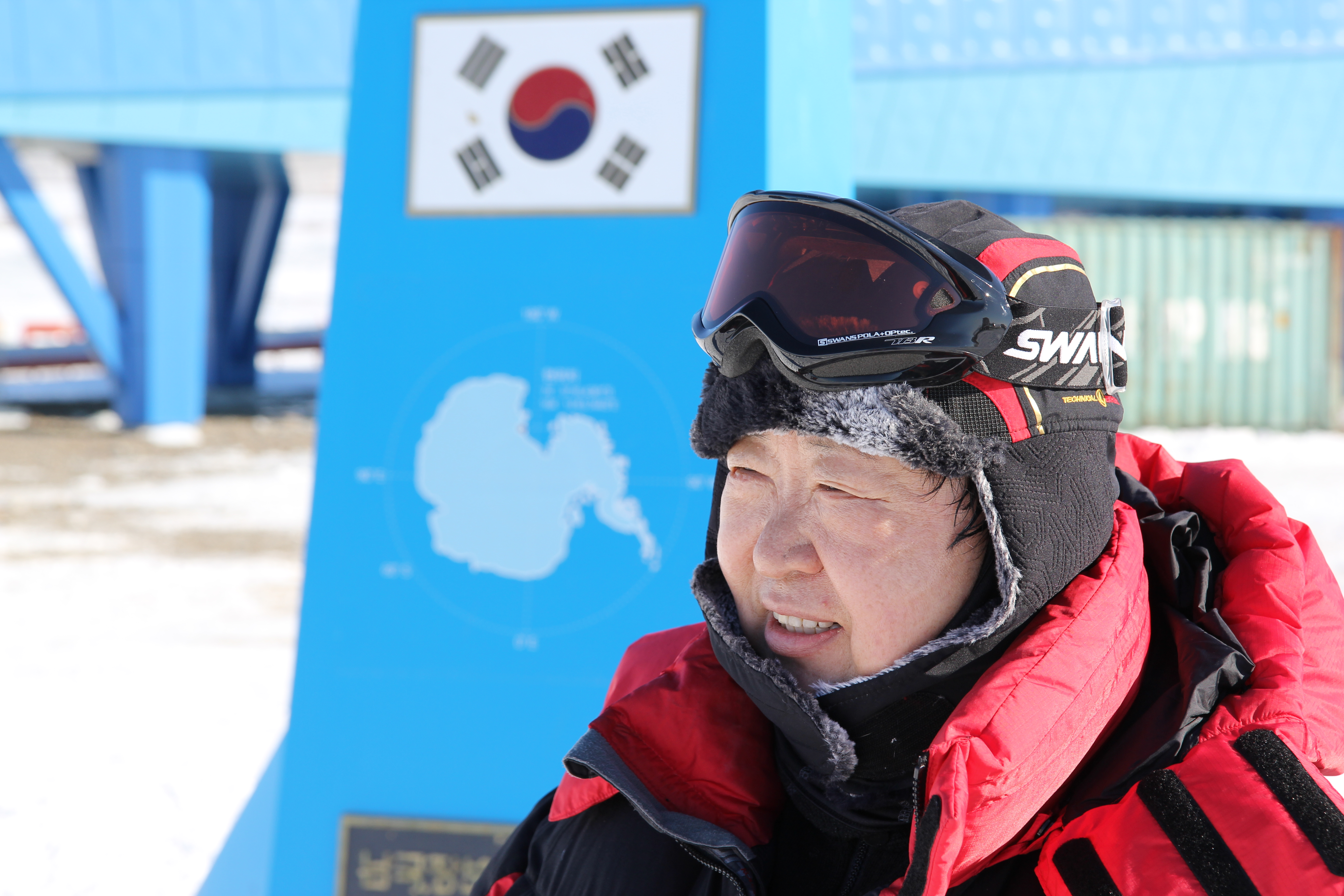
Lee Hong-kum, devant la base Jang Bogo.

En 2007, Lee Hong-kum reçoit le Prix L'Oréal-Unesco pour les femmes et la science, dans la catégorie Biologie, en tant que pionnière dans les biotechnologies marines et polaires. En 2015, elle reçoit également le prix de la scientifique sud-coréenne de l'année, prix décerné par le ministère des sciences et des technologies de l'information et de la communication (en).